# Spindasis rukma
Spindasis rukma är en fjärilsart som beskrevs av De Nicéville 1888. Spindasis rukma ingår i släktet Spindasis och familjen juvelvingar. Inga underarter finns listade i Catalogue of Life.